# Alfred Schattmann
Alfred Schattmann (Radom, 11 de juny de 1876 - 16 de març de 1952) fou un compositor polonès d'origen alemany. S'educà musicalment a l'Imperi Alemany i va adquirir notorietat com a compositor d'obres teatrals, assenyalant-se en la seva producció la comèdia musical Die Freier (1904); l'òpera còmica Des Teufels Pergament (1913); l'òpera burlesca Die Geister von Kranichenstein (1914), i l'òpera tràgica Die Hochzeit des Mönchs. Va escriure i publicar nombrosos lieder i peces per a piano. Fou crític musical del Zeit, de Berlín, i va editar interessants monografies vers les obres de Strauss, Schilling, Berlioz i Sibelius.